# دکل بن‌بست

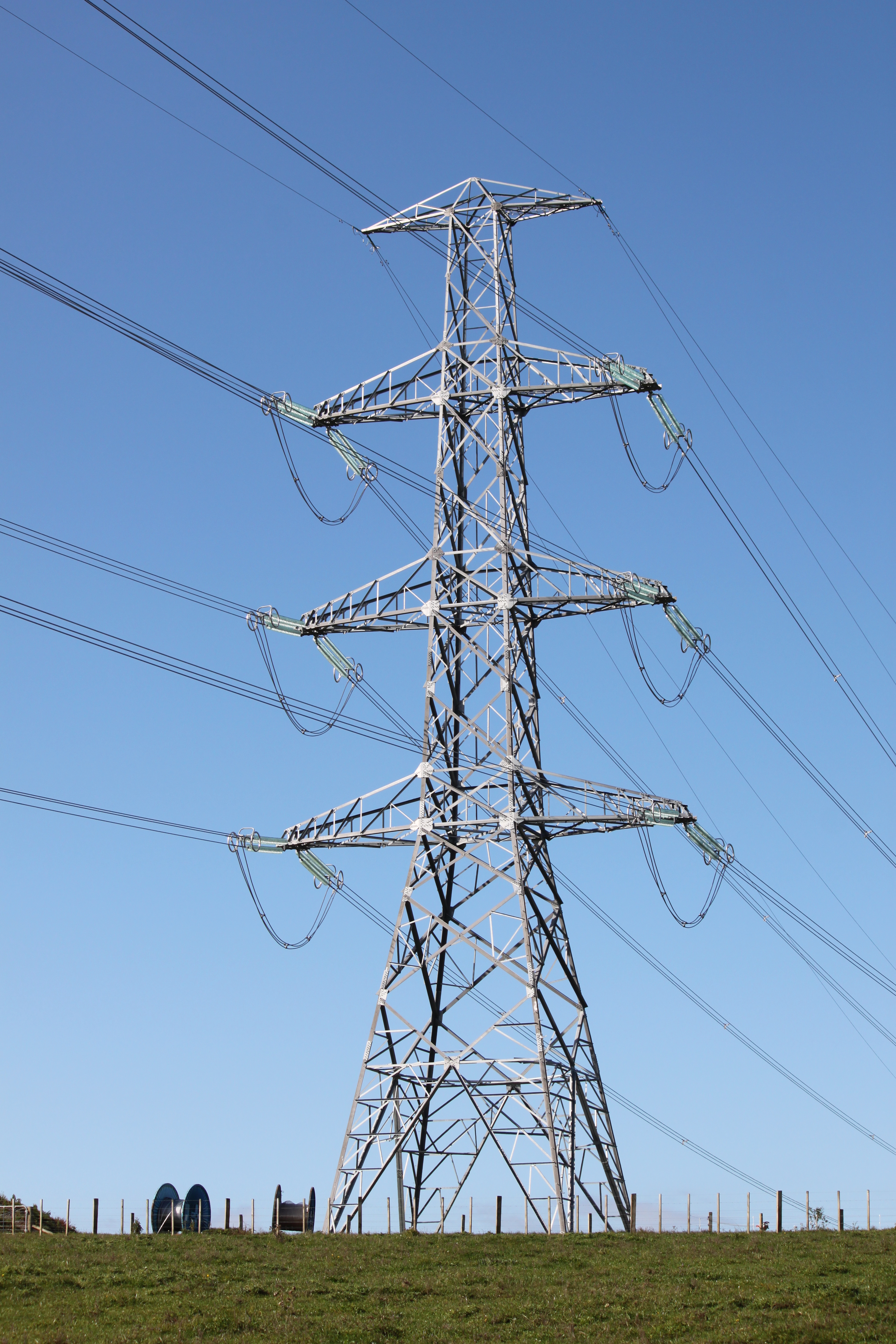
دکل بن‌بست در خط انتقال

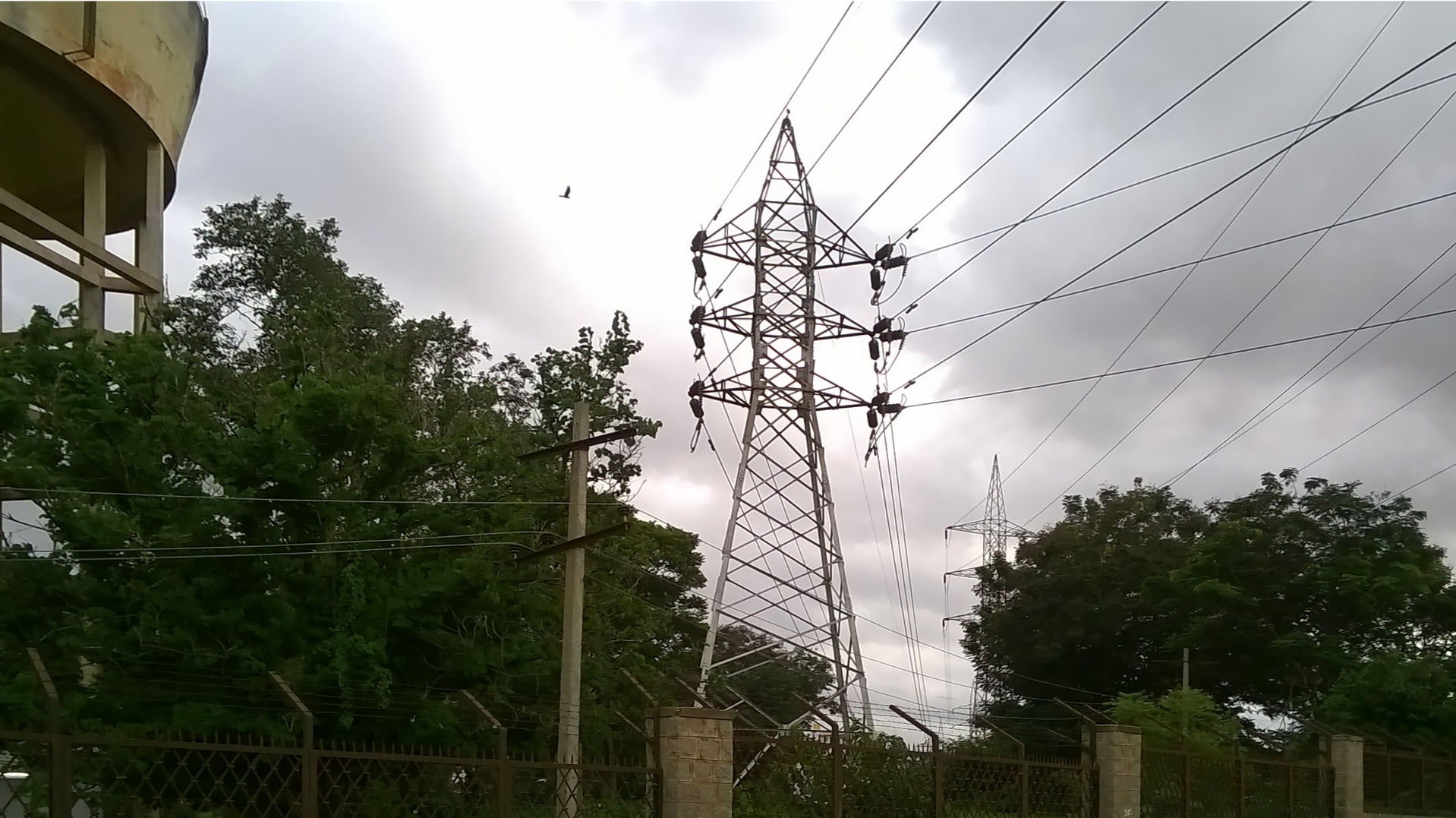
دکل بن‌بست در تغییر جهت کابل

دکل بن‌بست (انگلیسی: Dead-end tower) (همچنین برج لنگر)، یک سازه خود نگهدار است که در ساخت خطوط برق هوایی استفاده می‌شود. برج انتقال بن‌بست از عایق‌های کرنش افقی در انتهای هادی‌ها استفاده می‌کند و کابل را به دو قسمت تقسیم می‌کند. از این دکل‌ها به دلایل فنی و فیزیکی استفاده می‌شود. دکل‌های بن‌بست در زمانی که مدار کابل‌های یک خط انتقال جهت بیش از چند درجه تغییر می‌کند استفاده می‌شود تا بار فیزیکی کابل، دکل را واژگون نکند، یا در فواصل مکانی در طول یک خط انتقال استفاده می‌شود که تمام دکل‌ها یا تیر برق‌ها توسط یک کابل به هم متصل نباشند تا در صورت واژگونی تعدادی از دکل‌ها تمام شبکه آسیب نبیند.